# Benedicta Lasi
Benedicta Lasi ( Acra, 15 de agosto de 1987) es una abogada y política ghanesa. Miembro del partido Congreso Nacional Democrático (NDC), en 2022 fue nombrada secretaria general de la Internacional Socialista (IS), siendo el español Pedro Sánchez presidente de la IS. 

## Biografía
En la Universidad de Ghana completó estudios de Ciencias Políticas, Sociología y Derecho, junto con una maestría en Gestión de Políticas Económicas y otra en Conflictos, Paz y Seguridad. Comenzó su carrera profesional como abogada y posteriormente cofundó Edfields Attorneys en Ghana. Lasi ha desempeñado varios puestos relevantes dentro del partido Congreso Nacional Democrático (NDC) de Ghana, incluyendo puestos relacionados con la juventud y las elecciones. 
En 2022, Lasi fue elegida como la primera mujer africana y la persona más joven en ocupar el cargo de Secretaria General de la Internacional Socialista (IS). Además, fue nombrada copresidenta del Colectivo de Voces Progresistas de Política Exterior Feminista por la Fundación para Estudios Progresistas Europeos (FEPS). 

## Defensa e impacto
Lasi es defensora de las políticas de defensa de la educación pública y el desarrollo de la juventud. Como portavoz del NDC, ha expresado su opinión sobre la inclusión de escuelas privadas en el programa Free SHS de Ghana. 